# Seznam vrcholů v Krušných horách

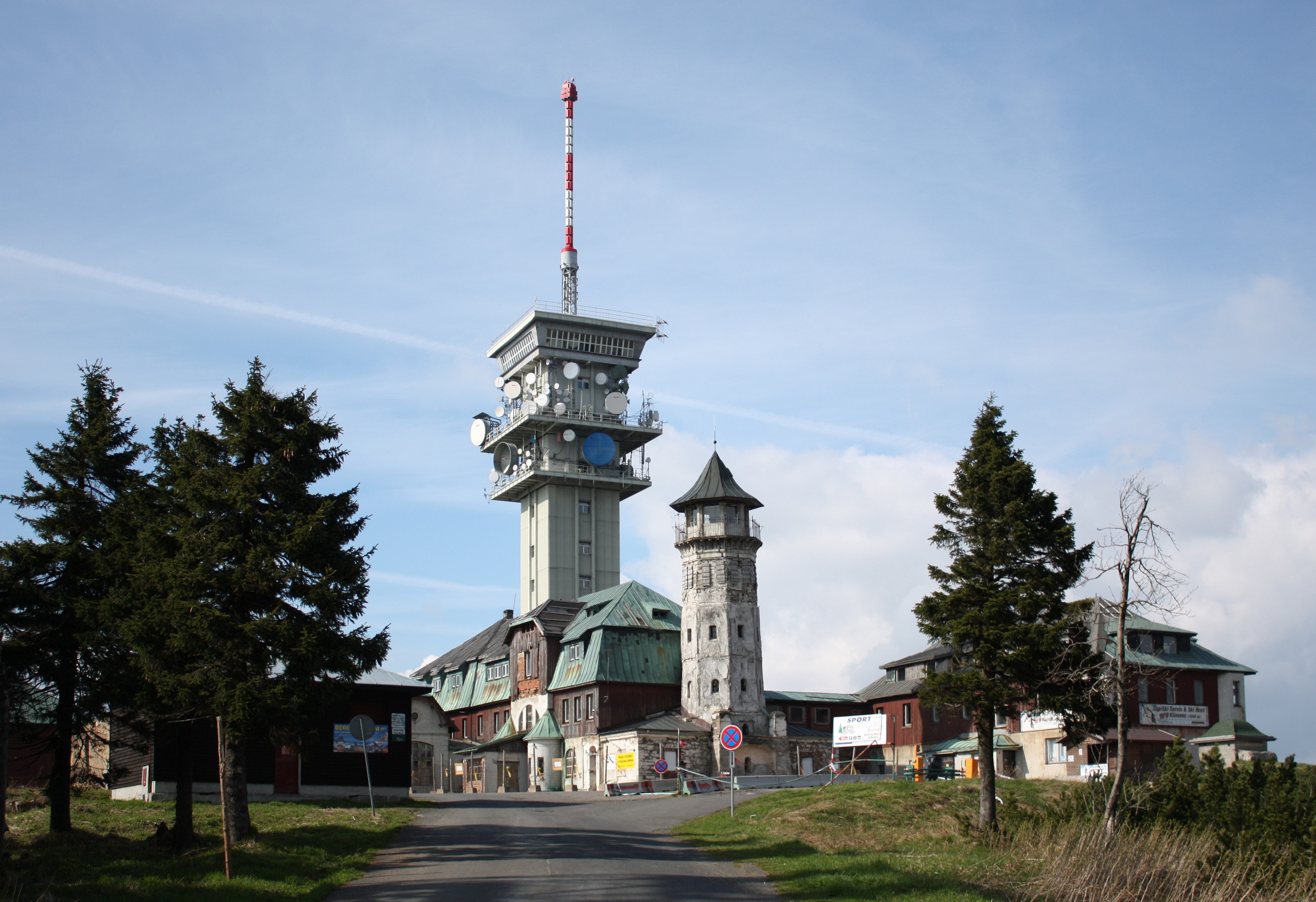
Klínovec, nejvyšší vrchol pohoří

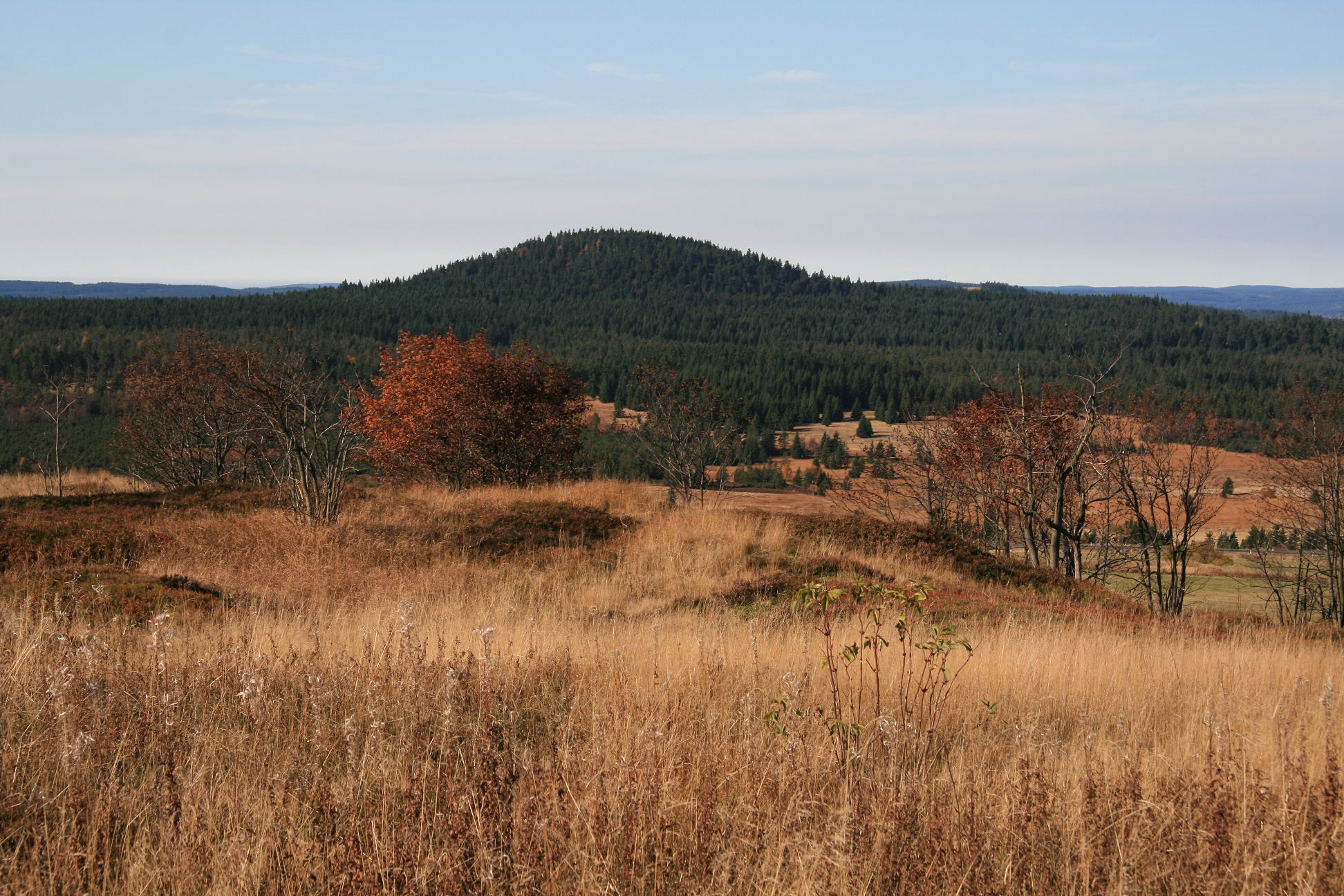
Božídarský Špičák, 2. nejvyšší

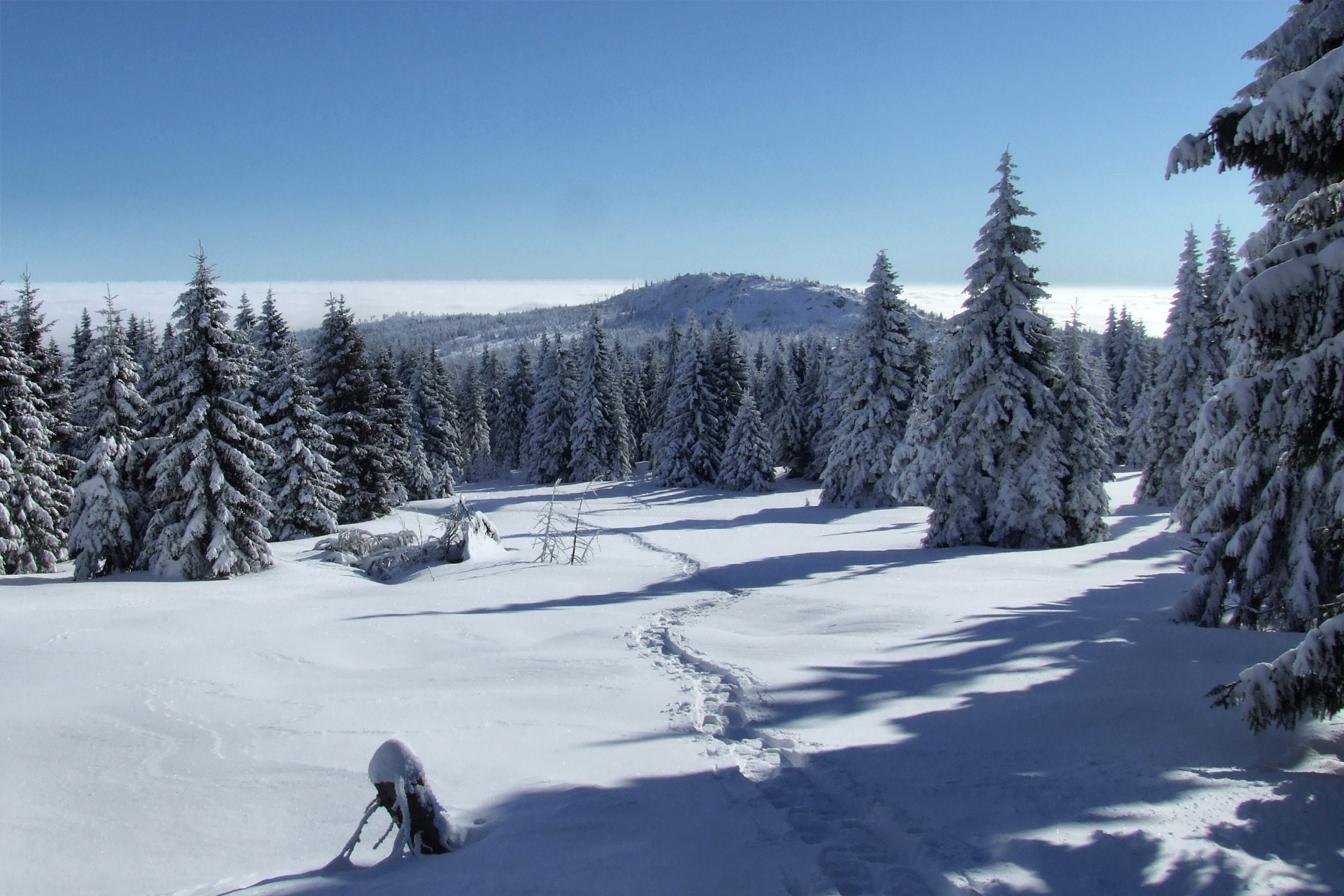
Meluzína, 4. nejvyšší

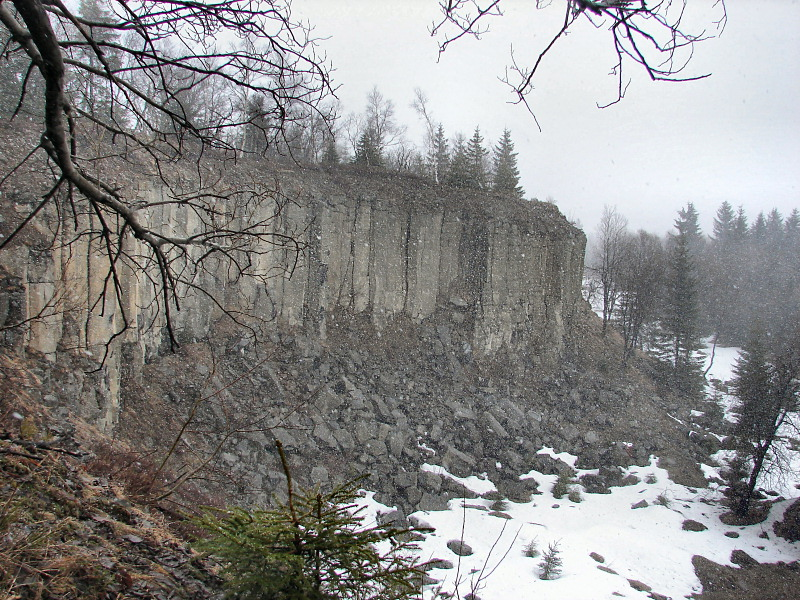
Nad Ryžovnou, 5. nejvyšší

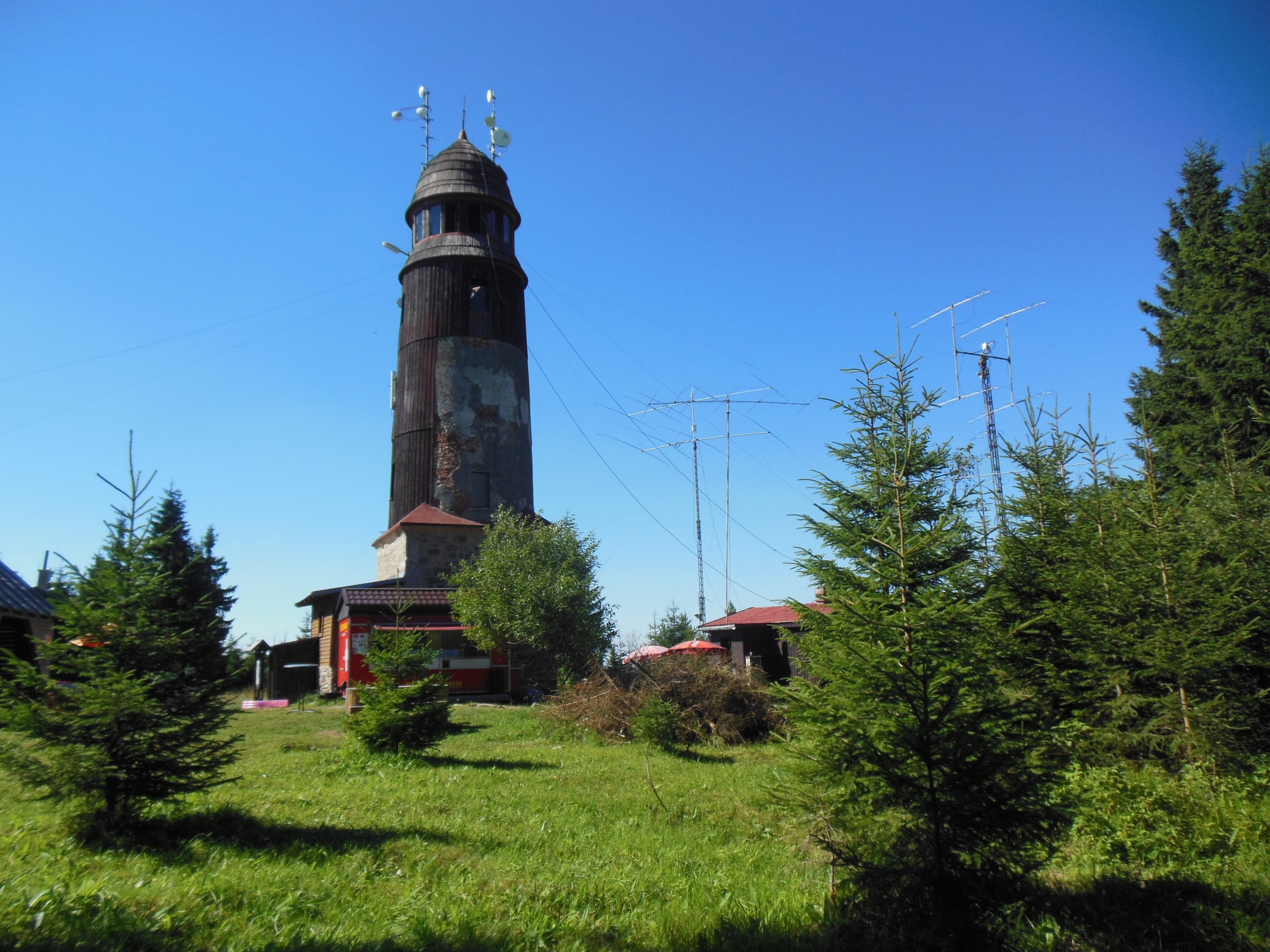
Blatenský vrch, 8. nejvyšší

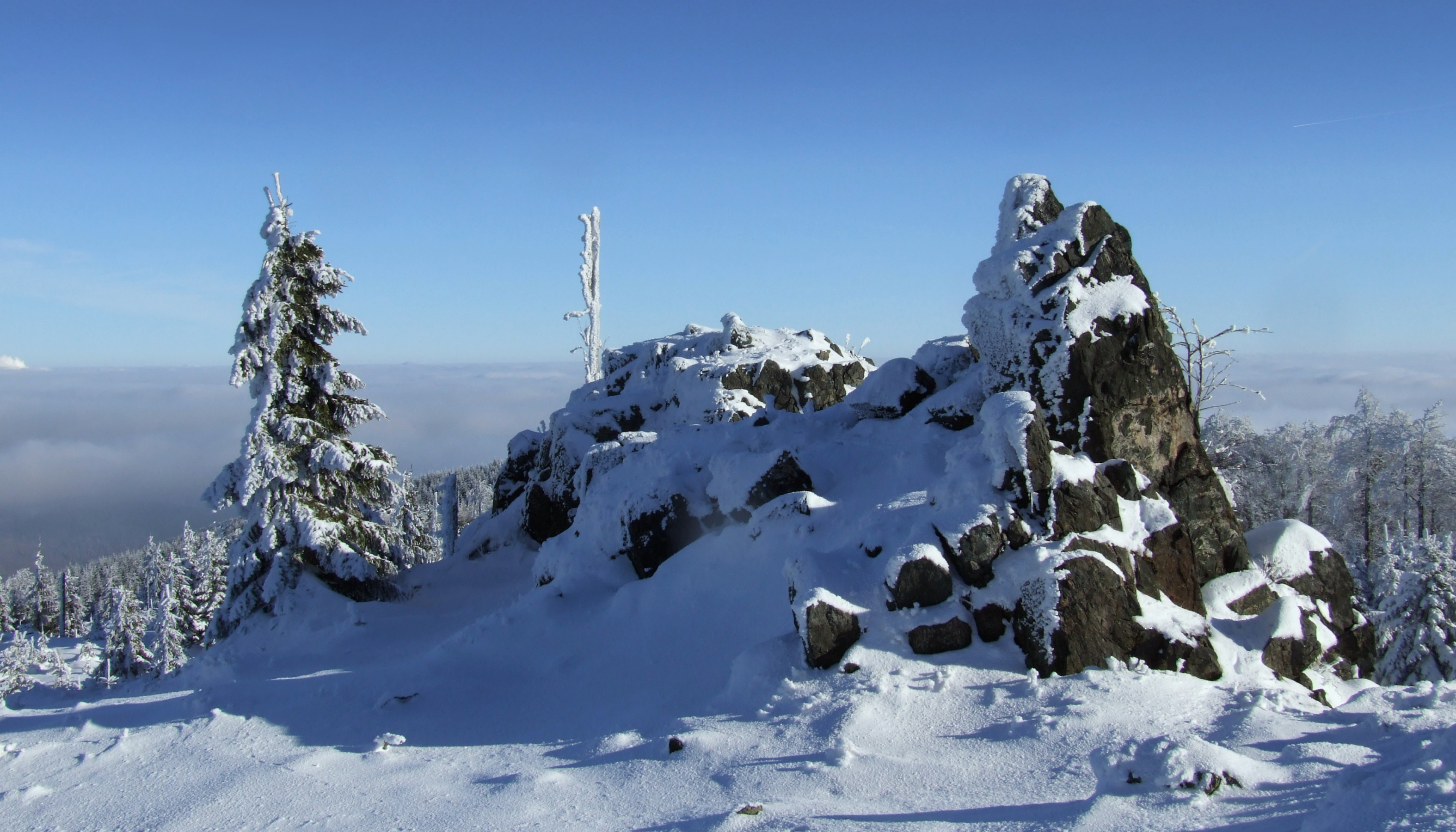
Křížová hora, 12. nejvyšší

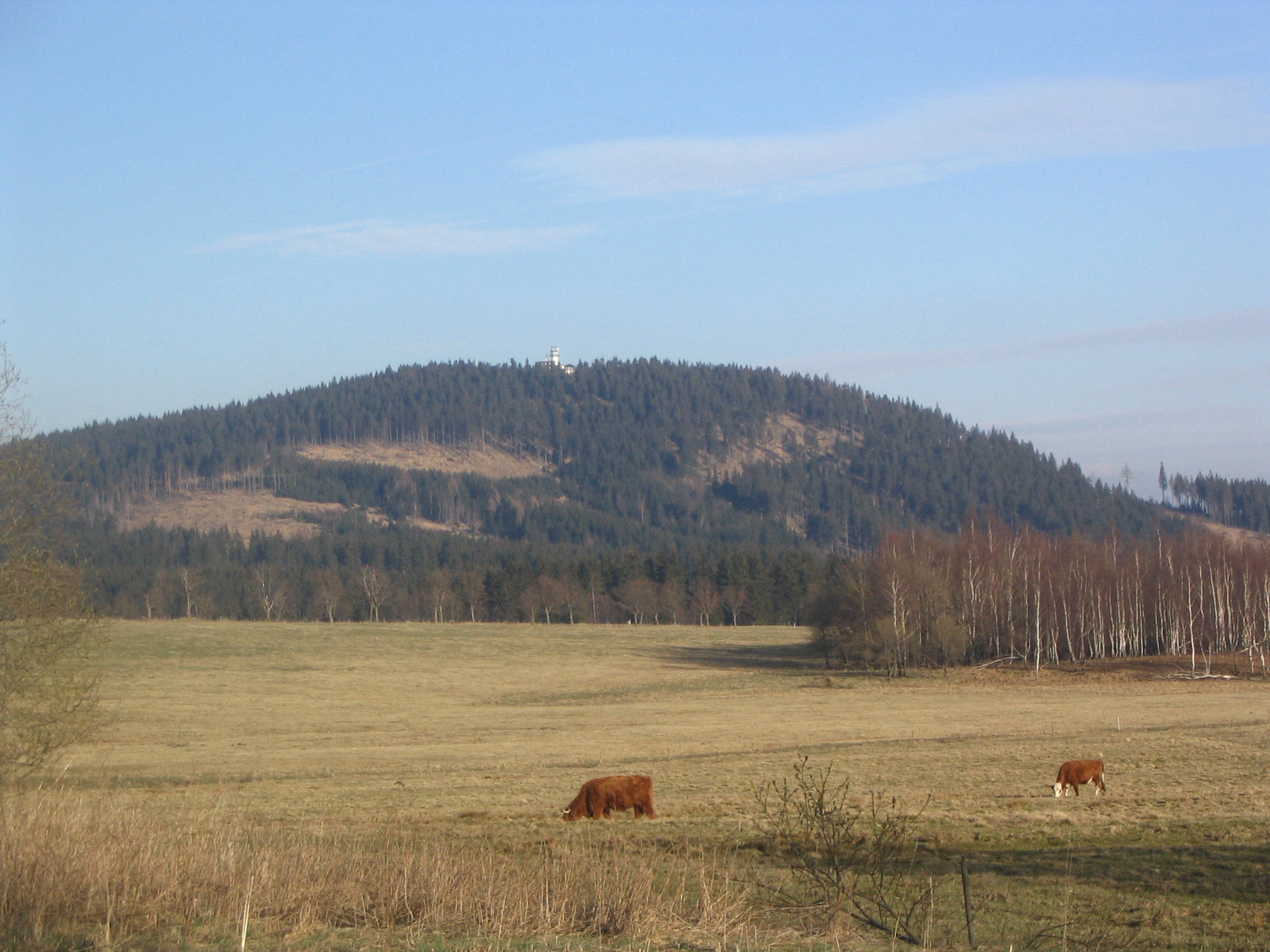
Plešivec, 13. nejvyšší

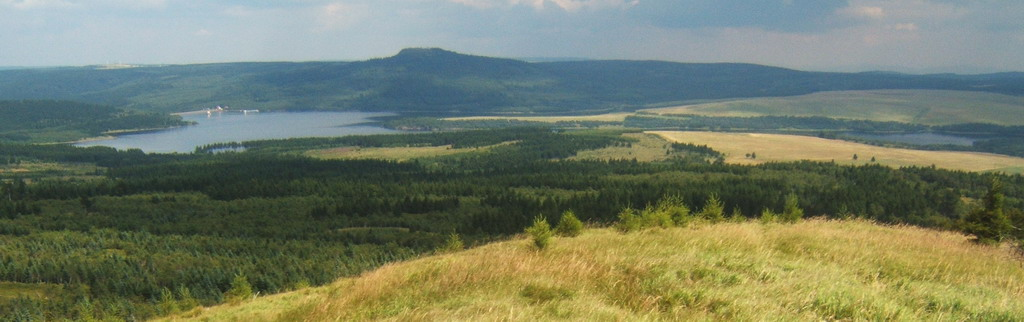
Jelení hora, 3. nejprominentnější

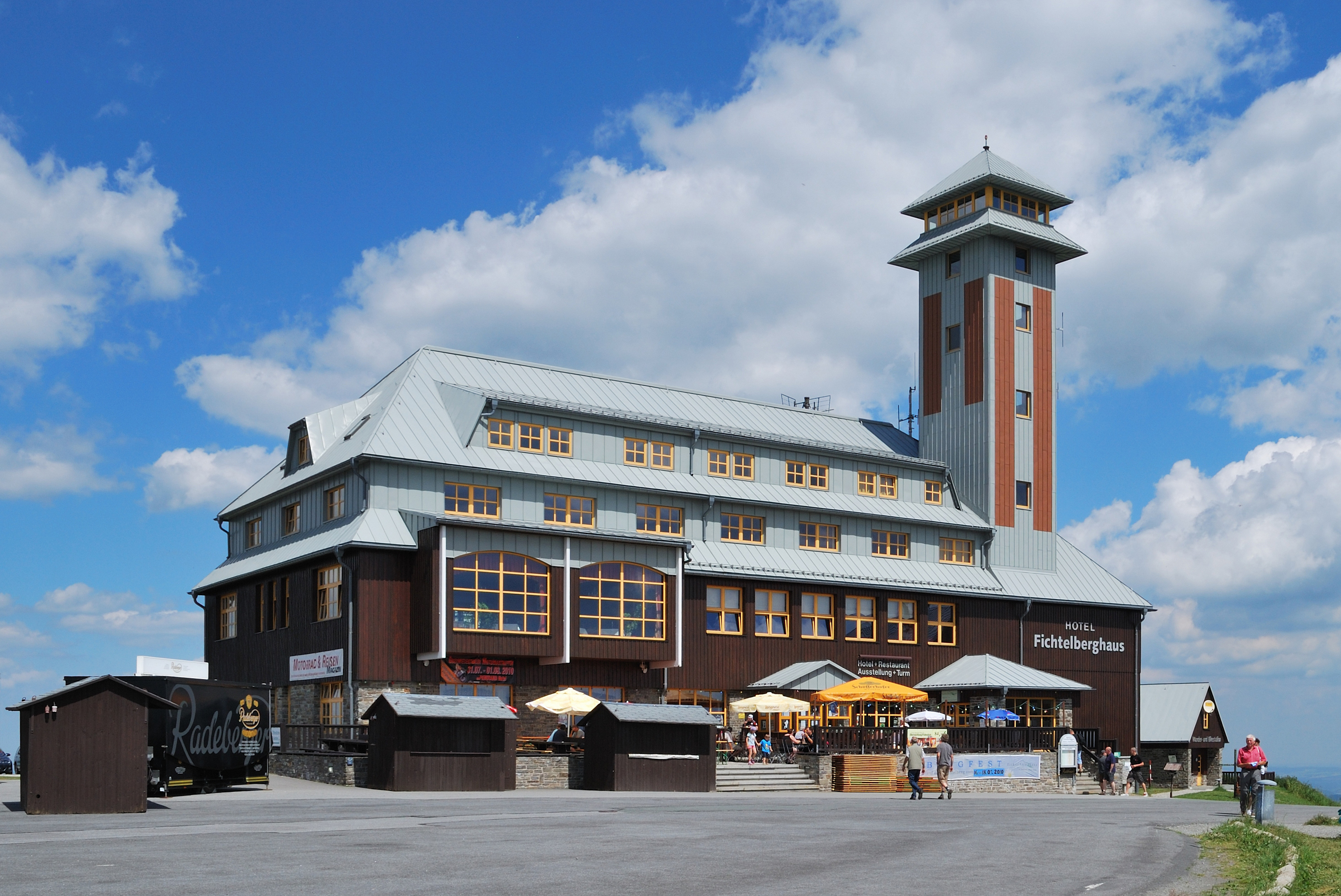
Fichtelberg, Německo

Seznam vrcholů v Krušných horách zahrnuje všechny tisícovky (hory s nadmořskou výškou nad 1000 m) a všechny hory s prominencí (relativní výškou) nad 100 metrů v české části Krušných hor. Seznam tisícovek vychází z údajů dostupných na stránkách Tisicovky.cz a ze základních map ČR Zeměměřického úřadu, seznam nejprominentnějších netisícovek z údajů na Mapy.cz a rovněž ze základních map. Jako hranice pohoří je uvažována hranice stejnojmenného geomorfologického celku.

## Seznam vrcholů podle výšky
Seznam vrcholů podle výšky obsahuje všechny české krušnohorské tisícovky s prominencí alespoň 5 metrů. Celkem jich je 21 a všechny se nachází v podcelku Klínovecká hornatina, včetně nejvyššího Klínovce (1244 m n. m.), který dal celému podcelku jméno.
| #   | Vrchol            | Výška m n. m. | Promi- nence | Izolace (km)              | Souřadnice                       | Podcelek             |
| --- | ----------------- | ------------- | ------------ | ------------------------- | -------------------------------- | -------------------- |
| 01. | Klínovec          | 1244          | 748          | 133,0 → Ostrý             | 50°23′47″ s. š., 12°58′04″ v. d. | Klínovecká hornatina |
| 02. | Božídarský Špičák | 1116          | 109          | 003,5 → Klínovec          | 50°24′03″ s. š., 12°53′20″ v. d. | Klínovecká hornatina |
| 03. | Macecha           | 1114          | 016          | 001,0 → Klínovec          | 50°23′53″ s. š., 12°59′33″ v. d. | Klínovecká hornatina |
| 04. | Meluzína          | 1097          | 062          | 001,1 → Macecha           | 50°23′26″ s. š., 13°00′29″ v. d. | Klínovecká hornatina |
| 05. | Nad Ryžovnou      | 1054          | 041          | 003,0 → Božídarský Špičák | 50°24′10″ s. š., 12°50′35″ v. d. | Klínovecká hornatina |
| 06. | Nad Ryžovnou JV   | 1047          | 014          | 000,9 → Nad Ryžovnou      | 50°23′47″ s. š., 12°51′14″ v. d. | Klínovecká hornatina |
| 07. | Nad Ryžovnou JZ   | 1046          | 009          | 001,0 → Nad Ryžovnou      | 50°23′49″ s. š., 12°49′47″ v. d. | Klínovecká hornatina |
| 08. | Blatenský vrch    | 1043          | 070          | 003,4 → Nad Ryžovnou JZ   | 50°24′00″ s. š., 12°46′54″ v. d. | Klínovecká hornatina |
| 09. | Na skalách        | 1037          | 014          | 000,4 → Macecha           | 50°23′09″ s. š., 12°59′40″ v. d. | Klínovecká hornatina |
| 10. | Barbora           | 1033          | 007          | 001,4 → Božídarský Špičák | 50°23′12″ s. š., 12°52′23″ v. d. | Klínovecká hornatina |
| 11. | Hubertky          | 1032          | 007          | 000,4 → Fichtelberg       | 50°25′21″ s. š., 12°54′19″ v. d. | Klínovecká hornatina |
| 12. | Křížová hora      | 1030          | 011          | 000,5 → Meluzína          | 50°23′17″ s. š., 13°01′29″ v. d. | Klínovecká hornatina |
| 13. | Plešivec          | 1029          | 096          | 003,7 → Barbora           | 50°21′21″ s. š., 12°50′22″ v. d. | Klínovecká hornatina |
| 14. | Loučná S          | 1019          | 022          | 001,2 → Meluzína          | 50°24′15″ s. š., 13°01′07″ v. d. | Klínovecká hornatina |
| 15. | Loučná            | 1019          | 006          | 000,6 → Loučná S          | 50°23′56″ s. š., 13°01′20″ v. d. | Klínovecká hornatina |
| 16. | Zaječí vrch       | 1009          | 111          | 004,1 → Blatenský vrch    | 50°23′23″ s. š., 12°43′22″ v. d. | Klínovecká hornatina |
| 17. | Vysoká seč        | 1007          | 050          | 001,5 → Loučná            | 50°24′24″ s. š., 13°02′40″ v. d. | Klínovecká hornatina |
| 18. | Tetřeví hora      | 1007          | 032          | 001,1 → Nad Ryžovnou      | 50°25′18″ s. š., 12°51′02″ v. d. | Klínovecká hornatina |
| 19. | Dub S             | 1005          | 032          | 000,6 → Klínovec          | 50°23′41″ s. š., 12°55′43″ v. d. | Klínovecká hornatina |
| 20. | Dub               | 1001          | 009          | 000,6 → Dub S             | 50°23′17″ s. š., 12°55′38″ v. d. | Klínovecká hornatina |
| 21. | Perninský vrch    | 1000          | 075          | 003,5 → Zaječí vrch       | 50°21′47″ s. š., 12°45′35″ v. d. | Klínovecká hornatina |

Mezi tisícovky v německé části Krušných hor patří Fichtelberg (1215 m n. m., nejvyšší hora bývalé NDR), Kleiner Fichtelberg (1206 m n. m.), Eisenberg (1028 m n. m.) a Auersberg (1019 m n. m.).

## Seznam vrcholů podle prominence
Seznam vrcholů podle prominence obsahuje všechny české krušnohorské hory s prominencí (relativní výškou) nad 100 metrů, bez ohledu na nadmořskou výšku. Celkem jich je 11, nejprominentnějším vrcholem je nejvyšší Klínovec, druhá nejprominentnější je Loučná (nejvyšší hora Loučenské hornatiny) a třetí je "skorotisícovka" Jelení hora (993 m n. m.). Rozložení v obou podcelcích je vyrovnané, 5 hor je ve vyšší Klínovecké hornatině a 6 v nižší Loučenské.
| #    | Vrchol            | Výška m n. m. | Promi- nence | Izolace (km)           | Souřadnice                       | Podcelek             |
| ---- | ----------------- | ------------- | ------------ | ---------------------- | -------------------------------- | -------------------- |
| 01.  | Klínovec          | 1244          | 748          | 133,0 → Ostrý          | 50°23′47″ s. š., 12°58′04″ v. d. | Klínovecká hornatina |
| 02.  | Loučná            | 0956          | 236          | 036,2 → Jelení hora    | 50°38′55″ s. š., 13°36′37″ v. d. | Loučenská hornatina  |
| 03.  | Jelení hora       | 0993          | 176          | 012,1 → Vysoká seč     | 50°29′25″ s. š., 13°09′31″ v. d. | Loučenská hornatina  |
| 04.  | Počátecký vrch    | 0819          | 145          | 007,1 → Komáří vrch    | 50°19′23″ s. š., 12°26′24″ v. d. | Klínovecká hornatina |
| 05.  | Medvědí skála     | 0923          | 135          | 013,3 → Loučná         | 50°34′15″ s. š., 13°27′52″ v. d. | Loučenská hornatina  |
| 06.  | Mezihořský vrch   | 0916          | 113          | 006,7 → Medvědí skála  | 50°33′11″ s. š., 13°22′22″ v. d. | Loučenská hornatina  |
| 07.  | Rozhled           | 0706          | 113          | 001,0 → Vlčinec        | 50°19′19″ s. š., 12°52′04″ v. d. | Klínovecká hornatina |
| 08.  | Zaječí vrch       | 1009          | 111          | 004,1 → Blatenský vrch | 50°23′23″ s. š., 12°43′22″ v. d. | Klínovecká hornatina |
| 09.  | Božídarský Špičák | 1116          | 109          | 003,5 → Klínovec       | 50°24′03″ s. š., 12°53′20″ v. d. | Klínovecká hornatina |
| 010. | Kamenný vrch      | 0963          | 109          | 002,3 → Vlčí kopec     | 50°26′44″ s. š., 13°02′06″ v. d. | Loučenská hornatina  |
| 011. | Pramenáč          | 0910          | 106          | 009,9 → Loučná         | 50°41′57″ s. š., 13°43′55″ v. d. | Loučenská hornatina  |

## Seznam ultratisícovek
Ultratisícovky jsou hory s nadmořskou výškou alespoň 1000 metrů, prominencí (převýšením od klíčového sedla) alespoň 100 metrů a izolací alespoň 1 km. Jsou tedy průnikem nejvyšších a nejprominentnějších hor. V české části Krušných hor jsou mezi 20 tisícovkami jen 3 ultratisícovky. Plešivec by pro zařazení mezi ultratisícovky potřeboval o 4 metry hlubší sedlo, Jelení hora zase o 7 metrů vyšší vrchol.
| #   | Vrchol            | Výška m n. m. | Promi- nence | Izolace (km)           | Souřadnice                       | Podcelek             |
| --- | ----------------- | ------------- | ------------ | ---------------------- | -------------------------------- | -------------------- |
| 01. | Klínovec          | 1244          | 748          | 133,0 → Ostrý          | 50°23′47″ s. š., 12°58′04″ v. d. | Klínovecká hornatina |
| 02. | Zaječí vrch       | 1009          | 111          | 004,1 → Blatenský vrch | 50°23′23″ s. š., 12°43′22″ v. d. | Klínovecká hornatina |
| 03. | Božídarský Špičák | 1116          | 109          | 003,5 → Klínovec       | 50°24′03″ s. š., 12°53′20″ v. d. | Klínovecká hornatina |

V německé části Krušných hor jsou mezi 4 tisícovkami hned 2 ultratisícovky – Fichtelberg (prominence 139 m) a Auersberg (prominence 150 m).